# (33625) Slepyan
1999 JP70 (asteroide 33625) é um asteroide da cintura principal. Possui uma excentricidade de 0.05935150 e uma inclinação de 3.96890º.
Este asteroide foi descoberto no dia 12 de maio de 1999 por LINEAR em Socorro.